# Дистениїди
Дистениїди (лат. Disteniidae J. Thomson, 1860 = Cométites Blanchard, 1845) —- це невелика реліктова родина жуків, яка збереглась до наших днів з часів з Крейдового періоду Мезозойської ери та Третинного періоду Кайнозойської ери. Дистениїди налічують близько 200 видів. Систематична приналежність цих жуків викликає дискусії у середовищі спеціалістів, оскільки раніше їх відносили до родини Жуків-Вусачів.

## Морфологія

### Імаго
Деякі види Дистениїд морфологічно схожі із імаго Жуків-Вусачів, що належать до триб Церамбіціні (Cerambycini) та Каліхроміні (Callichromatini).

Голова без шиєподібної перетяжки, Лоб короткий, вертикальний, скроні — ледь намічені. Вусики кріпляться перед очима і наближені до основ мандибул. Перший членик вусиків дуже потовщений. Бокові краї передньоспинки мають горбик із шипом. Для триби Дистеніїні (Disteniini) характерними рисами є дуже видовжене і вузьке тіло, тонкі і довгі ноги, та дуже довгі вусики. Для триби Ціртонопіні (Cyrtonopini), навпаки, властиве валькувате тіло короткі міцні кінцівки і короткі вусики, а також дуже довгі щелепні щупальця.

### Личинка
За загальним виглядом личинка Дистениїд схожа на личинку Вусачів, проте між ними існує низка суттєвих відмінностей, що дало підстави виокремити їх в самостійну родину. Так, потиличний отвір, у личинки Дистениїд, є суцільним і нерозділений навпіл, а розташовується дорзально. Гіпостом, ґула та гіпостомальні шви взагалі відсутні. Лябіомаксилярний комплекс причленовується не до голови, а до переднього краю стерніту передньогрудей. Мандибули довгі вузькі. Пальпіґер великий, з випуклим зовнішнім краєм. Скронево-тім'яні частки з'єднуються лише в єдиній точці. Передньогруди, порівняно, широкі, обмежені глибокими латеральними борознами. Рухові мозолі лише на 1-6-у сегментах черевця вкриті мікроскопічними зубчиками, мають по дві поздовжні і по дві діагональні борозенки на терґітах і на стенітах. Тазики передніх ніг великі, розширені, майже, доторкаються між собою посередині. Ноги короткі, складаються з 4-х члеників і заокругленого кігтика. Дев'ятий сегмент черевця видовжений і без шипів чи гачечків. Анальний отвір поперечний.

## Поширення
У сучасній фауні Землі родина Жуків-Дистениїд представлена невеликою групою видів, які являють собою залишковий комплекс з Крейдового періоду Мезозойської ери та Третинного періоду Кайнозойської ери. Вважається, що прабатьківщиною Дистениїд є древній материк Гондвана, з якого вони розселились по всій планеті. В результаті зледенінь Четвертинного періоду Кайнозойської ери, Жуки-Дистениїди опинились на межі вимирання. Нині Дистениїди розповсюджені, майже, виключно у південній півкулі Землі, і лише кілька видів зустрічається у Північній Америці та на Далекому Сході, тоді як у Європі —- жодного. Найвище біорізноманіття Дистениїд спостерігається на острові Мадагаскар, де розповсюджені види ендемічного роду Nethinius.

## Систематика
Систематична приналежність родини Дистениїди за останні 100-120 років багаторазово переглядалась, що зумовлено подібністю їх імаго до Вусачів та суттєвою відмінністю личинкових стадій від останніх. Ле Конт і Хорн (LeConte & Horn, 1883 р.) помістили їх до підродини Лептурини (Lepturinae), відмічаючи у них низку примітивних ознак. Тоді як Ґехем (Gahan, 1906 р.) виділяє Дистениїд в окрему родину. Н. Плавильщіков (Плавильщиков, 1936 р.) відносив їх до підродини Церамбіцини (Cerambycinae); А. Черепанов (Черепанов, 1979 р.) відносив їх до окремої підродини, що розташовулась між Лептуринами та Прионинами (Prioninae). І нарешті, Лінслі (Linsley, 1963 р.) повторно виокремлює їх в самостійну родину.

За сучасними уявленнями, родина Дистениїди поділяється на чотири триби:

Ціртонопіні Cyrtonopini White, 1853 

Дистениїні Disteniini Thomson, 1860 

Динамостіні Dynamostini Lacordaire, 1869 

Гетеропальпіні Heteropalpini Villiers, 1980

## Філогенія
Дивергенція Дистениїд від анцесторних форм, очевидно, розпочалась ще в Юрському періоді Мезозойської ери, до початку формування родини Вусачів. Філогенетично родина Жуків-Дистениїдів споріднена з родинами Жуків-Весперидів (Vesperidae) та Жуків-Вусачів , які за багатьма параметрами є дуже схожими між собою. Родини Весперидів та Дистеніїдів раніше включали до складу родини Вусачів, але після детальніших досліджень їх таки виділили в окремі родини, хоча дискусії з цього приводу тривають і досі. Загалом ці два таксони є невеликими і представляють реліктові комплекси колись вимерлих та значно багатших родин. Значно віддаленішими є родинні зв'язки з Жуками-Листоїдами, разом з якими вони утворюють надродину листоїдоподібних жуків (Chrysomeloidea). В загальному ця надродина походить від надродини жуків-кукуїдоідеїв (Cucuidoidea).

## Екологія
Жуки ведуть прихований спосіб життя і не живляться, тобто є афагами. Личинки розвиваються в деревині і є, здебільшого, широкими олігофагами або поліфагами на різноманітних листяних породах дерев. 